# Aauri Bokesa
Aauri Lorena Bokesa Abia (née le 14 décembre 1988 à Madrid) est une athlète espagnole, spécialiste du 400 mètres.
Six fois championne d'Espagne (dont deux fois en salle), elle a été demi-finaliste lors des Championnats d'Europe 2012 avant d'atteindre la finale à Zurich en 2014. Son record est de 51 s 66 obtenu le 12 juillet 2014 à Alcorcón. Elle se qualifie pour une des trois demi-finales des Championnats du monde d'athlétisme 2013 et termine dernière de la finale.
Elle est originaire de Guinée équatoriale (Bioko-Norte).